# Сынташтамак
Сынташтамак (баш. Һынташтамаҡ) — село в Благоварском районе Башкортостана, относится к Кучербаевскому сельсовету. 

## История
Административный центр существовавшего в 1986-2008 гг. Сынташтамакского сельсовета.

## Население
| 2002 | 2009 | 2010 |
| ---- | ---- | ---- |
| 207  | ↘138 | ↗208 |

Согласно переписи 2002 года, преобладающая национальность — башкиры (78 %).

## Географическое положение
Расстояние до:
- районного центра (Языково): 35 км,
- ближайшей ж/д станции (Благовар): 41 км.

## Известные уроженцы
- Низаев, Абузар Гаязович (19 июля 1914 года — 7 января 1997 года) — командир отделения 314-го стрелкового полка 46-й стрелковой дивизии, старший сержант, полный кавалер ордена Славы.